# Turf (banda)
Turf es una banda de rock argentina, formada en diciembre del año 1995. Se caracterizaron por tener un sonido del clásico rockde los años 1960 y 1970, con claras influencias de artistas como; Charly Gracía y Los Ratones Paranoicos. El grupo ha lanzado varios discos por el paso de los años.
En su repertorio se encuentran temas que se hicieron exitosos y populares, como "Loco un poco", "Yo no me quiero casar, ¿Y Ud.?", "Pasos al costado", entre otros. 
La formación se separó en el 2007 por diferencias entre sus integrantes, dando origen a otras bandas como Poncho y Sponsors. En 2014 la banda se volvió a reunir para algunos conciertos, dando a conocer en 2015 su reunión definitiva. 

## Historia
El grupo comenzó en 1995, cuando Joaquín Levinton (que había integrado Juana La Loca) decidió juntarse con su amigo Leandro Lopatin para formar una banda, para salir a tocar por el circuito under de Buenos Aires. Comenzaron haciendo covers de grupos famosos como Los Ratones Paranoicos y de solistas como Charly García.
El debut se produjo en "Dr. Jeckyll" como soportes del grupo Demonios de Tasmania, el 20 de diciembre de 1995.

### 1997-98: Una pila de vida y salto a la fama
En 1996, con el objetivo de difundir sus temas, el grupo lanza un demo que contiene tres temas: "Casanova", "Panorama" y "Viajando en jet (set)". Su primer álbum se editó en agosto de 1997, bajo el nombre de "Una Pila de Vida". En el mismo participó Charly García en el tema "Despiole generacional". En ese mismo año fueron la banda soporte de Los Ratones Paranoicos en el ciclo "Buenos Aires Vivo". Los dos cortes de difusión fueron "Casanova" y "Crónica te ve".
En 1998 después de su gran éxito Una pila de vida tocaron como grupo soporte de los Rolling Stones en su concierto en el estadio de River Plate de Argentina. Este show significó su salto a la fama ya que miles de fanáticos de los Rolling Stones los conocieron.

### 1999: Siempre libre, un disco más alegre
Luego de que la discográfica Universal les rescindiera el contrato, editaron y publicaron en 1999, su segundo disco llamado Siempre libre, ayudados por la compañía Musimundo. También en este álbum colaboró García en el tema "Esa luz". Este álbum refleja una contrariedad con el primero porque su sonido es completamente distinto, más alegre, psicodélico en algunos momentos, con mucha instrumentación de orquesta y llamado también hippie.

### 2001-04: Turfshow
Después de un largo descanso de dos excelentes discos, Turf participa en el 2001 de un multitudinario recital en el Campo Argentino de Polo, junto a R.E.M. y Oasis (banda que influenció mucho a Turf). Ese mismo año editarían su tercera placa con el nombre Turfshow, cuyo tema "Loco un poco" fue uno de los más escuchados ese verano de Argentina y la canción más difundida y reconocida. Luego, este tema perdió un juicio de plagio por ser una copia de la canción "La chica del fans club", compuesta por Paz Martínez (y firmada con su nombre real, Norberto Alfredo Gurvich) y Fernando Falcón para el segundo disco de la banda Tremendo, El mundo que inventamos (Microfón Argentina, 1985). Este disco muestra una faceta mucho más "pop" llegando a los sonidos de Oasis o Blur.
En 2002 eligen a "Turfshow" como mejor disco del año y a "Loco un poco" como mejor canción del año. Otros temas más destacados son "Yo no me quiero casar, y usted?" y "Cuatro personalidades". En 2003 participan del importante show "Quilmes Rock 2003" donde también tocan Los Auténticos Decadentes, Babasónicos y más artistas.
Turf, entre el rock y el pop
Después de tres largos años de descanso y creación de nuevos temas y sonidos sale a la venta su cuarto disco en el año 2004, llamado "Para mí para vos" donde Turf demuestra ser una banda seria con melodías bien estructuradas y un sonido muy reconocedor que oscila entre el rock y el pop. Los temas "No se llama amor", "Magia blanca" y "Pasos al costado" se convirtieron en clásicos. En este mismo año participan nuevamente del segundo "Quilmes Rock 2004" donde ocupan un lugar significativo en el escenario.

### 2005-06: Reversiones y el recuerdo de viejos tiempos
En 2005, el grupo lanzó un álbum llamado Para mí, para vos. Reversiones, que como bien dice su nombre, contiene reversiones del álbum 'Para mí, para vos' tocadas por sus amigos, y entre ellos se encuentran artistas como Charly García, Stella Cinderella, Los Fabulosos Cadillacs, Reibaj, Leo García, Los Tipitos, entre otros.
A comienzos de 2006, Turf necesita un nuevo disco aunque sus canciones anteriores sigan sonando repetitivamente en las radios. Por eso se espera que a comienzos de 2007 Turf saque un nuevo disco con versiones Rockabilly. Este presenta versiones hechas por Levinton de sus grandes éxitos y primeras canciones con el acompañamiento de una orquesta de cámara. Con algo más de diez años de carrera, Turf decidió "parar la pelota" de la creación y se puso a mirar hacia atrás. De este viaje al pasado recogieron un puñado de sus éxitos tamizados por el rockabilly, y así surgió su nueva placa. El disco recorre grandes hits de los liderados por Joaquín Levinton, en versiones únicas. Participaron de este trabajo como invitados los Dancing Mood en vientos y Martín "La Mosca" Lorenzo de los Auténticos Decadentes en percusión. Los temas elegidos van desde "Loco un poco", que los hizo conocidos para el gran público, hasta sus últimas canciones de alta rotación, como "Magia blanca" y "Pasos al costado".

### 2006-07: La separación
Luego de sacar su disco "Turf" la banda sintió algunos problemas internos, apenas iniciado el 2007, tras algunas presentaciones en la costa y la presentación en el Quilmes Rock en el Estadio Monumental la banda anuncia un receso en su carrera por diferencias entre sus integrantes. Confirmando la separación sus integrantes dan origen a otras bandas, estas fueron Poncho, Ríspico, Trasmundial y Sponsors.

### 2014-18: El reencuentro, la vuelta yOdisea
El viernes 9 de mayo de 2014, Nicolás Ottavianelli y Fernando Caloia se presentaron con su grupo "Ríspico" en "LA ROXTAR", la fiesta de los viernes en The Roxy Palermo Hollywood y sucedió lo inesperado para los fanes, aparecieron Joaquín Levinton y Leandro Lopatín en el escenario para tocar "Diario de Javu" y "Magia blanca". Sólo faltaba Tody que no pudo asistir porque estaba de gira con Juana La Loca. El 27 de septiembre, Turf volvió a juntarse con motivo de homenaje a Charly García en el "Movistar Free Music".
El 17 de enero de 2015, volvieron a juntarse en la playa Varese de Mar del Plata, para formar parte una vez más del "Movistar Free Music". El 27 de enero de ese mismo año, se dio a conocer en la revista Gente definitivamente la reunión del grupo. El 9 de noviembre, salió mediante redes sociales el primer tema luego de la separación llamado "Kurt Cobain"
En junio de 2016, salió un segundo adelanto como sencillo llamado "La Canción del Supermercado".
En julio del 2017, sale un nuevo sencillo promocional del álbum bajo el título "Hablo solo", con el anuncio de un nuevo disco para septiembre. El 1 de septiembre de ese mismo año lanzaron Odisea, su primer álbum desde su regreso a los escenarios el cual fue editado físicamente, digitalmente y en vinilo. El álbum conto con doce sencillos y fue producido por el cantautor Coti Sorokin.

### 2019-presente:Renacimiento
En agosto de 2019 sale "¿Cuál?". Un nuevo sencillo con lo que sería de otro nuevo disco. El álbum se iba a lanzar en el 2020, pero se postergó para el 2021 por la pandemia de COVID-19. En mayo de 2020, en el momento donde Argentina estuvo en confinamiento total por la pandemia de COVID-19, salió el segundo sencillo: "Voy dejando atrás".
El 17 de septiembre de 2021, publicaron un nuevo tema, "Malas decisiones". El 21 de enero de 2022, publicaron un nuevo tema, "Gatitas y Ratones". El 8 de junio de ese mismo año, estrenaron una versión de "Lamento Boliviano" El 3 de noviembre, lanzaron una canción nueva, "Decímelo de una".
En marzo de 2023, Turf lanza su sexto álbum de estudio, "Renacimiento", que se encuentra disponible en todas las plataformas digitales. Posee 11 canciones, y una gran variedad de estilos musicales. En 2024, colaboraron con Milo J reversionando "Pasos al costado", también entrevistaron al mismo artista con el objetivo de presentar las canciones de su nuevo disco, esto terminarían haciendo con todos los colaboradores. El programa de entrevistas y shows se titulo Polvo de Estrellas.

## Miembros
- Joaquín Levinton: voz y guitarra.
- Leandro Lopatín: guitarra.
- Nicolás Ottavianelli: teclados.
- Fernando Caloia: batería.
- Carlos "Tody" Tapia: bajo.

## Discografía
Álbumes de estudio
- Una pila de vida (1997)
- Siempre libre (1999)
- Turfshow (2001)
- Para mí, para vos (2004)
- Para mí, para vos (Reversiones) (2005)
- Turf (2006)
- Odisea (2017)
- Renacimiento (2023)
- Polvo de estrellas (2025)

Álbumes en vivo
- En vivo en el Teatro Ópera (2020)

EP
- Turf - CD de difusión (1997)

Compilatorios
- El recorrido 1997/2007 (2010)

### Sencillos
- «Panoranama» / «Casanova» (1997)
- «Loco un Poco» (2001)
- «Turf Pop Art 1» (2002)
- «Turf Pop Art 2» (2002)
- «Kurt Cobain» (2015)
- «La Canción del Supermercado» (2016)
- «Hablo Solo» (2017)
- «Cual?» (2019)
- «Voy dejando atras» (2020)
- «Loco un poco (en vivo)» (2020)
- «Malas decisiones» (2021)
- «Gatitas y ratones» (2022)
- «Lamento Boliviano» (2022)
- «Decímelo de una» (2022)
- «Allí donde solíamos gritar» (2024)
- «Pasos al costado» (2024)
- «Quieren rock» (2025)
- «Magia Blanca» (2025)

### Cortes de difusión
- De Una pila de vida (1997):
  - «Casanova» (1997)
  - «Crónica Te Ve» (1998)
  - «Viene llegando» (1998)
- De Siempre libre (1999):
  - «Me hace sentir» (1999)
- De Turfshow (2001):
  - «Loco un poco» (2001)
  - «Vago» (2002)
  - «Cuatro personalidades» (2002)
  - «Yo no me quiero casar, y usted?» (2003)
- De Para Mí, para Vos (2004):
  - «No se llama amor» (2004)
  - «Pasos al costado» (2005)
  - «Magia blanca» (2005)
  - «Oh, Dios!» (2006)
- Sencillos:
  - «Kurt Cobain» (2015)
  - «La canción del supermercado» (2016)
- De Odisea (2017):
  - «Hablo solo» (2017)
  - «Disconocidos» / «Contacto» (2018)
  - «No me podes cambiar» (2018)
- De Renacimiento (2023):
  - «Cual?» (2019)
  - «Voy dejando atrás» (2020)
  - «Malas decisiones» (2021)
  - «Gatitas y ratones» (2022)
- Sencillo:
  - «Lamento Boliviano» ft. DLD (2022)
- De Renacimiento (2023):
  - «Decimelo de una» (2022)
  - «Sentimientos encontrados» ft. Los Auténticos Decadentes (2023)
- Sencillo:
  - «Alli Donde Soliamos Gritar» ft. Love of Lesbian (2024)
  - «Pasos al costado» ft. Milo J (2024)
  - «Quieren rock» (2025)
  - «Magia Blanca» ft. Conociendo Rusia (2025)
  - Loco un poco ft. Lali (2025)